# Вевено (мочвара)
Вевено (енгл. Veveno Swamp) је мочварни предео у источном Јужном Судану у вилајету Џонглеј. Захвата приближну површину од око 6.450 км² и сезонског је карактера. Мочвара Вевено прима воде река Вевено, Адијет и Лилебук. Највећа дужина је 215 км и ширина око 60 км. У долини расту високе траве и папирус. Најближи градови су Бор и Пибор Пост.
Простире се на површини чије коориднате износе: 5°27'-7°04'СГШ 32°00'-33°03'ИГД у правцу југозапад—североисток